# El techo del mundo
El techo del mundo (comercialitzada en francès com Le toit du monde) és una pel·lícula dramàtica de coproducció hispano-franco-suïssa del 1995 dirigida i escrita per Felipe Vega (conjuntament amb Julio Llamazares) i protagonitzada per Santiago Ramos i Icíar Bollaín. Va ser rodada a Ginebra i a Lleó i estrenada a Madrid el 28 de desembre de 1995, i va suposar l'inici de la col·laboració entre el muntador Ángel Hernández Zoido i Felipe Vega.

## Biografia
Tomás (Santiago Ramos) és un espanyol d'esquerres, solidari i liberal que fa més de vint anys que va anar a viure a Ginebra. Va obtenir la nacionalitat suïssa i ara té el seu propi negoci: és mestre d'obres i lidera un equip de treballadors immigrants; n'està orgullós i ajuda altres immigrants amb problemes sempre que pot. Però després d'un accident laboral arran del qual pateix amnèsia, la seva actitud canvia radicalment i esdevé xenòfob, racista i feixista. Amb l'esperança de fer-li recuperar la memòria i que torni a ser la persona que era, les seves filles i ell iniciaran un viatge fins a Castella i Lleó.

## Repartiment
- Santiago Ramos com a Tomás
- Emmanuelle Laborit com a Marie
- Nathalie Cardone com a Thérèse
- Mulie Jarju com a Ousmane
- Icíar Bollaín com a Teresa
- Jean-Luc Bideau com a Pierre

## Premis
Premis Turia
| Any  | Categoria                   | Candidat       | Resultat  |
| ---- | --------------------------- | -------------- | --------- |
| 1997 | Millor pel·lícula espanyola | Felipe Vega    | Guanyador |
| 1997 | Millor actor                | Santiago Ramos | Guanyador |